# Súgó (település)
Sugó (1899-ig Smigócz, szlovákul: Šmigovec, korábban Šmugovce) község Szlovákiában, az Eperjesi kerület Szinnai járásában.

## Fekvése
Szinnától közúton 32 km-re, légvonalban 16 km-re északkeletre fekszik.

## Története
1569-ben említik először. Birtokosai a Vécsey, Dernáth és Lobkovitz családok voltak.
A 18. század végén Vályi András így ír róla: „SMUGOCZ. Szabad puszta Zemplén Vármegyében.”
Fényes Elek 1851-ben kiadott geográfiai szótárában így ír a faluról: „Smugócz és Dubrava, két orosz falu, Zemplén vgyében, Bereznához 1 mfdnyire, hegyes, erdős vidéken, 324 g. kath., 14 zsidó lak., 497 hold szántófölddel. F. u. b. Vécsey. Ut. p. Ungvár 4 óra.”
Borovszky Samu monográfiasorozatának Zemplén vármegyét tárgyaló része szerint: „Súgó, előbb Smugócz. Ruthén kisközség 38 házzal és 283 gör. kath. vallású lakossal. Postája Ublya, távírója és vasúti állomása Kisberezna. A homonnai uradalom tartozéka volt s újabbkori birtokosai a báró Vécseyek voltak, majd gróf Van Dernáth, azután gróf Schmiddegh Ferencz, utána gróf Nádasdy Ferencz s azután herczeg Lobkovitz Lajos bírták. Most herczeg Lobkovitz Rudolfnak van itt nagyobb birtoka. Az 1694-iki összeírásban puszta helyként szerepel. Gör. kath. temploma 1894-ben épült.”
1920 előtt Zemplén vármegye Szinnai járásához tartozott, majd az újonnan létrehozott csehszlovák államhoz csatolták. 1939 és 1945 között ismét Magyarország része.

## Népessége
| Év:            | 1994. | 2004.    | 2014.   | 2024.   |
| -------------- | ----- | -------- | ------- | ------- |
| Emberek száma: | 123   | 92       | 85      | 78      |
| Eltérés:       |       | -25,20 % | -7,60 % | -8,23 % |

| Év:            | 2023. | 2024.   |
| -------------- | ----- | ------- |
| Emberek száma: | 79    | 78      |
| Eltérés:       |       | -1,26 % |

1910-ben 294, túlnyomórészt ruszin anyanyelvű lakosa volt.
2001-ben 109 lakosából 91 szlovák és 13 ruszin volt.
2011-ben 94 lakosából 55 szlovák, 17 ruszin és 14 cigány volt.

## Nevezetességei
- Régi görögkatolikus temploma 1755-ben épült.
- 1995-ben a falu új templomot épített magának.